# Terminus (livre)
Pour les articles homonymes, voir Terminus.
Terminus (Last Stop on Market Street) est un livre illustré pour enfants écrit par l'auteur américain Matt de la Peña et illustré par Christian Robinson, sorti en 2015. Il remporte la médaille Newbery de 2016,, et est nommé pour ses illustrations au Prix Coretta Scott King  et la Médaille Caldecott. Le livre suit un jeune garçon nommé CJ alors qu'il apprend à apprécier la beauté des choses quotidiennes lors d'un trajet en bus.

## Résumé
Un jeune garçon afro-américain nommé CJ sort d'une église lors d'un orage, accompagné de sa grand-mère (surnommée Nana). Alors qu'ils marchent vers un arrêt de bus, CJ demande à Nana pourquoi ils doivent marcher sous la pluie, et Nana répond que les arbres ont besoin d'eau. Lorsqu'ils arrivent à l'arrêt de bus, CJ voit son ami, Colby, rentrer chez lui dans une voiture avec son père et demande à sa Nana pourquoi ils n'ont pas de voiture. Plus tard, le bus s'arrête devant eux, CJ et Nana se dirigent vers le siège avant. Après avoir rencontré un aveugle et vu deux garçons avec des iPod, un homme joue une chanson à sa guitare, ce qui fait enfin sentir à CJ la vraie beauté. Le livre se termine avec CJ et Nana travaillant dans une soupe populaire.

## Accueil critique
Kirkus Reviews a appelé Terminus « un tour de force textuel et artistique » . Écrivant pour The New York Times Book Review, l'auteure lauréate de la médaille Newbery, Linda Sue Park, a écrit que, en plus de la révélation que CJ et Nana sont en route pour une soupe populaire, « c'est aussi la chaleur de leur relation intergénérationnelle qui fera ce livre si satisfaisant, tant pour les jeunes lecteurs que pour les adultes qui le partagent avec eux ». Thom Barthelmess a écrit dans Booklist que « la chaleur de fête est irrésistible, offrant une image de communauté qui résonne avec l'harmonie et la diversité ». Nell Beram a écrit dans The Horn Book Magazine : « Ce livre, discrètement remarquable, inspirera probablement des questions d'un genre moins pratique que celles de CJ ; il amènera également certains lecteurs adultes à chercher un mouchoir en papier ». Écrivant pour le School Library Journal, Joy Fleishhacker a déclaré : « Une narration poétique, des œuvres d'art aux formes géométriques rayonnantes et une représentation authentique et enrichissante d'un milieu urbain diversifié se combinent avec un attrait pour les enfants qui fait de ce conte un événement hors du commun ».

### Prix et distinctions
- 2015 : nommé « Meilleur livre pour enfants » par The Wall Street Journal
- 2016 : Médaille Newbery
- 2016 : Finaliste Caldecott Honor pour les illustrations de Christian Robinson
- 2016 : nommé au Prix Coretta Scott King pour les illustrations de Christian Robinson
- 2016 : livre d'honneur du Prix Charlotte Zolotow[11]
- 2018 : (international) « Honour List »[12] de l' IBBY